# Сепанг
Сепанг — округ (даера), розташований у південній частині штату Селангор у Малайзії.
Населення округу становить 212050 осіб (за переписом 2010 року). В окрузі розташований однойменний автомотордом, на якому щорічно відбуваються етапи змагань з Формули-1 та MotoGP.
На території округу розташований Міжнародний аеропорт «Куала-Лумпур». Його побудова та розширення сприяли розвитку навколишніх поселень.

## Історія
Найновіший виділений округ штату Селангор - створений 1 січня 1975 року. Знаходиться на крайньому півдні штату. Мукіми Лабу та Сепанг були відділені від округу Куала-Лангат, а мукім Денгкіл - від округу Хулу-Лангат. Округ межує зі штатом Неґері-Сембілан, а також має вихід до Малакської протоки.

## Населення
Станом на 2018 рік населення округу складає 136100 осіб. Більшість (68%) складають малайці. Осіб індійського походження 19%, китайського - 12%, інших - 1%.

## Адміністративний поділ
Округ поділяється на 3 мукіми:
- Денгкіл[en]
- Лабу (Селангор)[ms]
- Сепанг[en]

## Міста
- Сепанг[en]
- Сайберджая[en]
- Салак-Тінггі[en]